# 亞倫·特維特
亞倫·特維特（Aaron Kyle Tveit，1983年10月21日—）是一位美國演員。他最出名的作品是在音樂劇趨近正常中飾演Gabe和在音樂劇Catch Me If You Can中飾演Frank Abagnale Jr.，他也在CW電視劇緋聞女孩中飾演Tripp角色。2012年電影悲慘世界飾演安裘拉斯，學生運動領袖。

## 外部連結
- 互聯網百老匯資料庫（IBDB）上亞倫·特維特的資料（英文）
- 亞倫·特維特在互联网电影资料库（IMDb）上的資料（英文）
- 互联网外百老汇数据库（IOBDB）上亞倫·特維特的資料（英文）